# Elaïdinezuur
Elaïdinezuur (Grieks: elaion, olie) is een enkelvoudig onverzadigd vetzuur. Deze organische verbinding uit een onvertakte keten van 18 koolstofatomen met in het midden een enkelvoudige dubbele binding. Daar de beide delen van de keten in een trans-vorm aan de koolstofatomen van de dubbele binding zitten wordt ook wel van een transvetzuur gesproken. Het overeenkomstige cis-isomeer komt in de natuur veel meer voor en wordt oliezuur genoemd.
Elaïdinezuur ontstaat veel bij het harden van plantaardige oliën. Ook komt het zuur voor in melkvet, rundertalg en in het vet bij herkauwers.
Elaïdinezuur verhoogt de CETP-activiteit, dat op zijn beurt het VLDL verhoogt en het HDL-cholesterol verlaagt.